# کیم می-سو
کیم می-سو (کره‌ای: 김미수؛ ۱۶ مارس ۱۹۹۲ – ۵ ژانویهٔ ۲۰۲۲) بازیگر اهل کره جنوبی بود.

## حرفه
او به خاطر ایفای نقش در انقلاب رژلب و دنیای کیونگ‌می شناخته شد. او همچنین در درام سلام خداحافظ مامان! حضور پیدا کرد.
کیم می-سو اخیراً به خاطر به تصویر کشیدن نقش یک فعال دانشجویی یو جونگ-مین در درام شبکهٔ جی‌تی‌بی‌سی، گل برفی (۲۰۲۱–۲۰۲۲) مورد توجه قرار گرفته‌است.

## درگذشت
کیم می-سو در تاریخ ۵ ژانویه ۲۰۲۲ در سن ۲۹ سالگی، به دلایل نامعلومی درگذشت.

## فیلم‌شناسی

### فیلم
| سال  | عنوان                    | نقش     | منبع   |
| ---- | ------------------------ | ------- | ------ |
| ۲۰۱۸ | انقلاب رژلب              | جو-یون  | [ ۱۵ ] |
| ۲۰۱۹ | خاطرات                   | سون-آه  | [ ۱۶ ] |
| ۲۰۱۹ | دنیای کیونگ‌می            | جونگ-سو | [ ۱۷ ] |
| ۲۰۲۱ | نفرین شده: طعمهٔ مرد مرده | خبرنگار | [ ۱۴ ] |

### مجموعه تلویزیونی
| سال       | عنوان               | توضیحات  | تقش          | توضیحات                | منبع   |
| --------- | ------------------- | -------- | ------------ | ---------------------- | ------ |
| ۲۰۱۹      | جی‌تی‌بی‌سی دراما فستا | جی‌تی‌بی‌سی | جونگ جی-هیون | قسمت: «Human Luwak»    | [ ۱۸ ] |
| ۲۰۲۰      | سلام خداحافظ مامان! | تی‌وی‌ان   | چا یون-جی    |                        | [ ۱۹ ] |
| ۲۰۲۰      | یادبودها            | کی‌بی‌اس۲  | کوان وو-یونگ |                        | [ ۲۰ ] |
| ۲۰۲۰      | درامای ویژه کی‌بی‌اس  | کی‌بی‌اس۲  | جو جو-یونگ   | قسمت: «یک شب»          | [ ۲۱ ] |
| ۲۰۲۱      | سلول‌های یومی        | تی‌وی‌ان   | جا-یونگ      | حضور افتخاری (قسمت ۱۲) | [ ۱۴ ] |
| ۲۰۲۱–۲۰۲۲ | گل برفی             | جی‌تی‌بی‌سی | یو جونگ-مین  |                        | [ ۲۲ ] |

### مجموعه اینترنتی
| سال  | عنوان                  | پلتفرم  | نقش           | منبع   |
| ---- | ---------------------- | ------- | ------------- | ------ |
| ۲۰۲۰ | پرونده‌های پرستار مدرسه | نتفلیکس | هوانگ گا-یونگ | [ ۲۳ ] |
| ۲۰۲۱ | عازم جهنم              | نتفلیکس | شماس یونگ-جین | [ ۱۴ ] |